# Circo Price

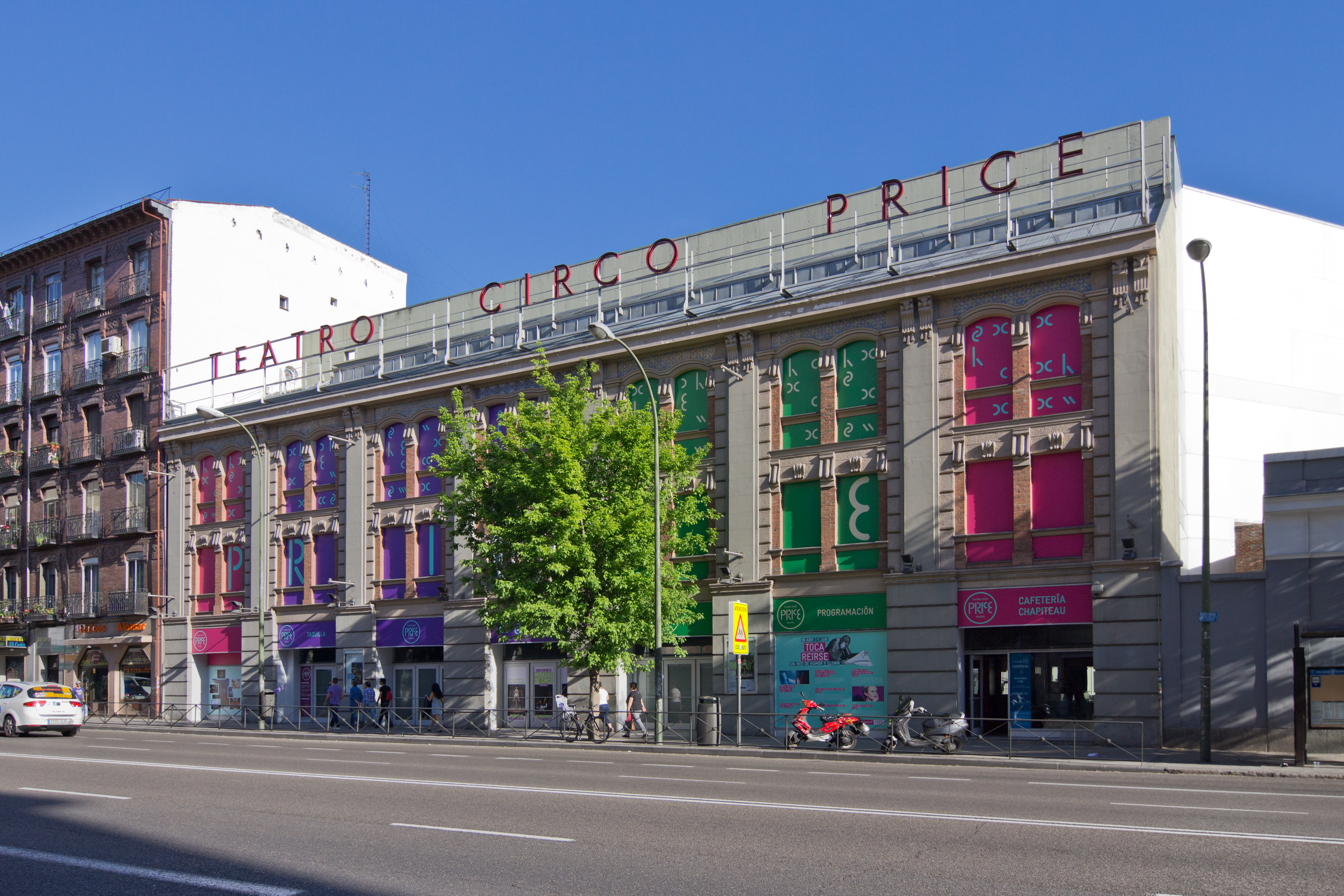
Teatro Circo Price.

Circo Price é um circo-teatro localizado em Madrid, Espanha.